# Спорт в Тульской области

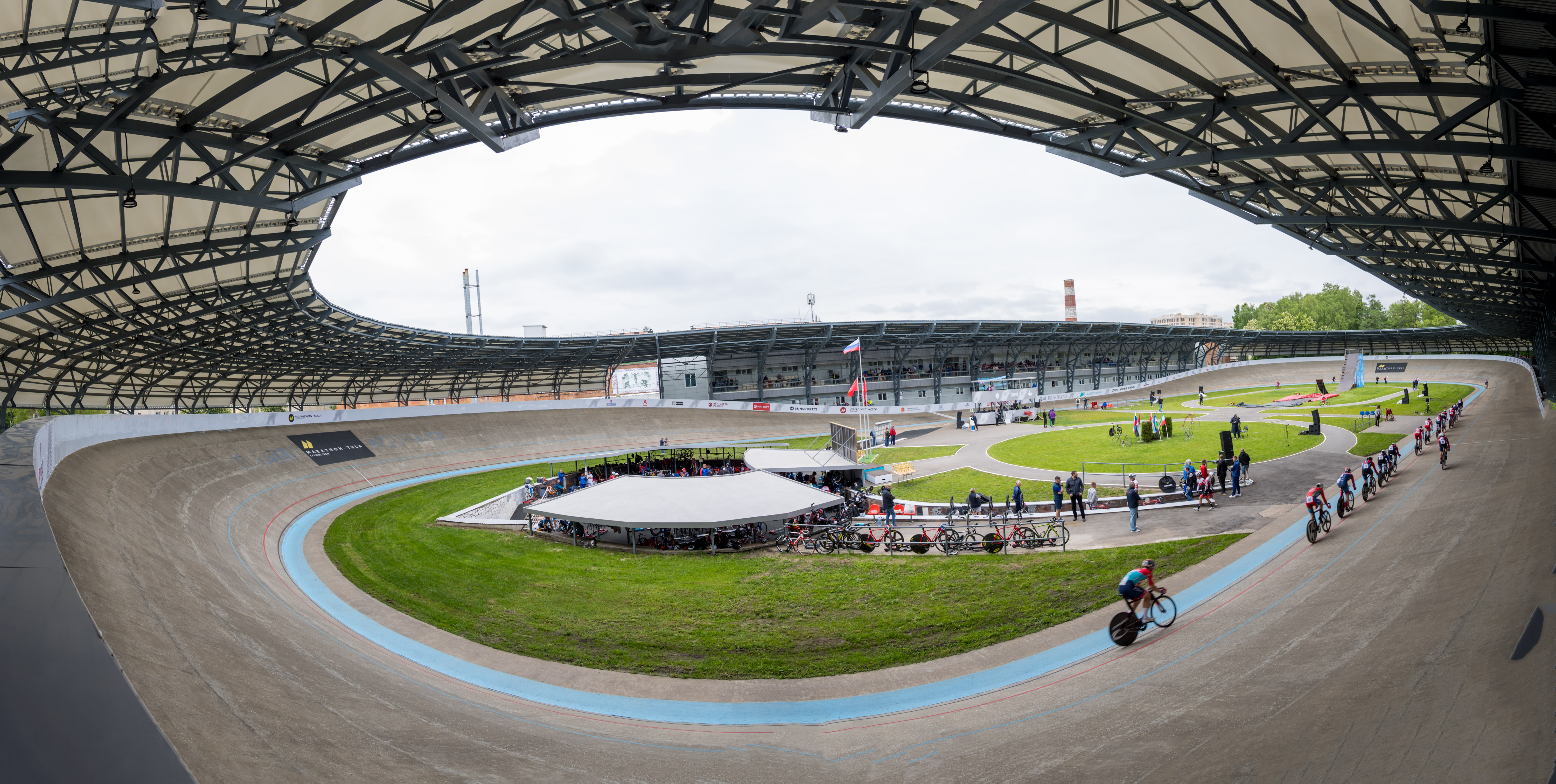
Велодром в Туле

Спорт в Тульской области — один из элементов культуры региона. Государственную политику и управление в сфере образования на территории региона осуществляет Министерство спорта Тульской области. Развитие массового спорта осуществляется по различным направлениям: детский и юношеский спорт, студенческий спорт, спорт трудящихся, спорт лиц с ограниченными возможностями здоровья, спор граждан старшего поколения.

## Популяризация спорта
В 2022 году доля граждан, систематически занимающихся физической культурой и спортом, от общей численности населения области возрасте от 3 до 79 лет, составила 56,0 % (2020 — 48,2 %, 2021 — 54,4 %), по сравнению с 2021 годом показатель увеличился на 1,6 %. По итогам 2022 года среди муниципальных образований группу лидеров возглавляют муниципальные образования
город Тула (56,7 %), город Новомосковск (56,1 %) и Суворовский район (56,0 %). Доля обучающихся, систематически занимающихся физической культурой и спортом, в общей численности обучающихся в 2022 году составила 94,0 % (2020 год — 91,1 %, 2021 год — 92,3 %).
Для вовлечению широкого круга жителей региона в систематические занятия спортом проводятся различные массовые спортивные мероприятия, такие как спартакиады, велопробеги, соревнования по лыжным гонкам «Лыжня России» и «Лыжня Веденина», соревнования «Гонка героев», легкоатлетические забеги «Ночная Тула», «Реки бегут», «Оружейная столица», «Кросс нации», фестивали ВФСК «Готов к труду и обороне» и другие. Ежегодно в соответствии с региональным Единым календарным планом физкультурных мероприятий и спортивных мероприятий министерство спорта Тульской области проводит не менее 300 мероприятий по массовому спорту и порядка 1000 соревнований спорта высших достижений. Число населения, принявших участие в сдаче нормативов испытаний комплекса ГТО в 2022 году составило 14792 человек. До знаков отличия дошли 12885 человек, из них: золотой знак, — 7040, серебряный знак — 3454 и бронзовый — 2391. По итогам второго квартала 2022 года Тульская область занимает 35 место во Всероссийском рейтинге ГТО.
Для популяризации занятий физической культурой и спортом среди молодежи в Тульской области созданы детские лиги по различным видам спорта, а также проводятся соревнования общероссийского проекта «Мини-футбол — в школу», «Волейбол в школу», «Баскетбол в школу», первенство школьной баскетбольной лиги «КЭС-БАСКЕТ», по хоккею на призы клуба «Золотая шайба» им. А. В. Тарасова, по шахматам на призы клуба «Белая ладья», по волейболу «Серебряный мяч», региональные этапы Всероссийских соревнований школьников «Президентские состязания» и спортивных игр школьников «Президентские игры».
С целью привлечения граждан старшего поколения к занятиям физической культурой и спортом осуществлялось предоставление бесплатного посещения инфраструктуры подведомственных Министерству спорта Тульской области физкультурно-оздоровительных комплексов, а также проводятся массовые физкультурные мероприятиях регионального уровня, таких проектов как «Северная ходьба. Усадьбы», различного рода соревнования по лыжным гонкам, спортивные фестивали по северной ходьбе, волейболу, городошному спорту, спортивному туризму, шахматам, бадминтону, в региональном и всероссийском этапах Спартакиады пенсионеров России.

## Профессиональный спорт
Подготовку спортивного резерва в регионе осуществляют 49 учреждение физкультурно-спортивной направленности, среди которых 25 детско-юношеских спортивных школ, 5 спортивных школ, 8 спортивных школ олимпийского резерва, 1 училище олимпийского резерва, 1 центр спортивной подготовки и 9 других организации. 214 представителей Тульской области входят в основные и резервные составы сборных команд России по 34 видам спорта, а 72 спортсменам присвоено спортивное звание «Мастер спорта России». В 2022 году представители Тульской области на межрегиональных, всероссийских и международных соревнованиях завоевали свыше 2500 медалей различного достоинства.
Наиболее известные спортивные сооружения Тульской области:
- Центральный стадион «Арсенал» вместимостью 19241 человек[7].
- Спортивный коплекс «Ледовый дворец» Тулы
- Многофункциональный спортивный центр «Тула-Арена»
- Тульский велотрек
- Стадион «Химик» в Новомосковске, вмещающий 5200 человек[8].

Наиболее известные спортивные команды Тульской области:
- Футбольный клуб «Арсенал». На данный момент команда занимает 6-е место в турнирной таблице Первой лиги[9].
- Футбольный клуб «Химик». Возглавляет турнирную таблицу чемпионата Тульской области по футболу среди мужских команд[10].
- Женская волейбольная команда «Тулица»[11].
- Команда по хоккею с шайбой «АКМ», с 2021 года выступающая в ВХЛ[12].
- Команда по хоккею с шайбой «Академия Михайлова»[13], с 2020 года выступающая в МХЛ[14].

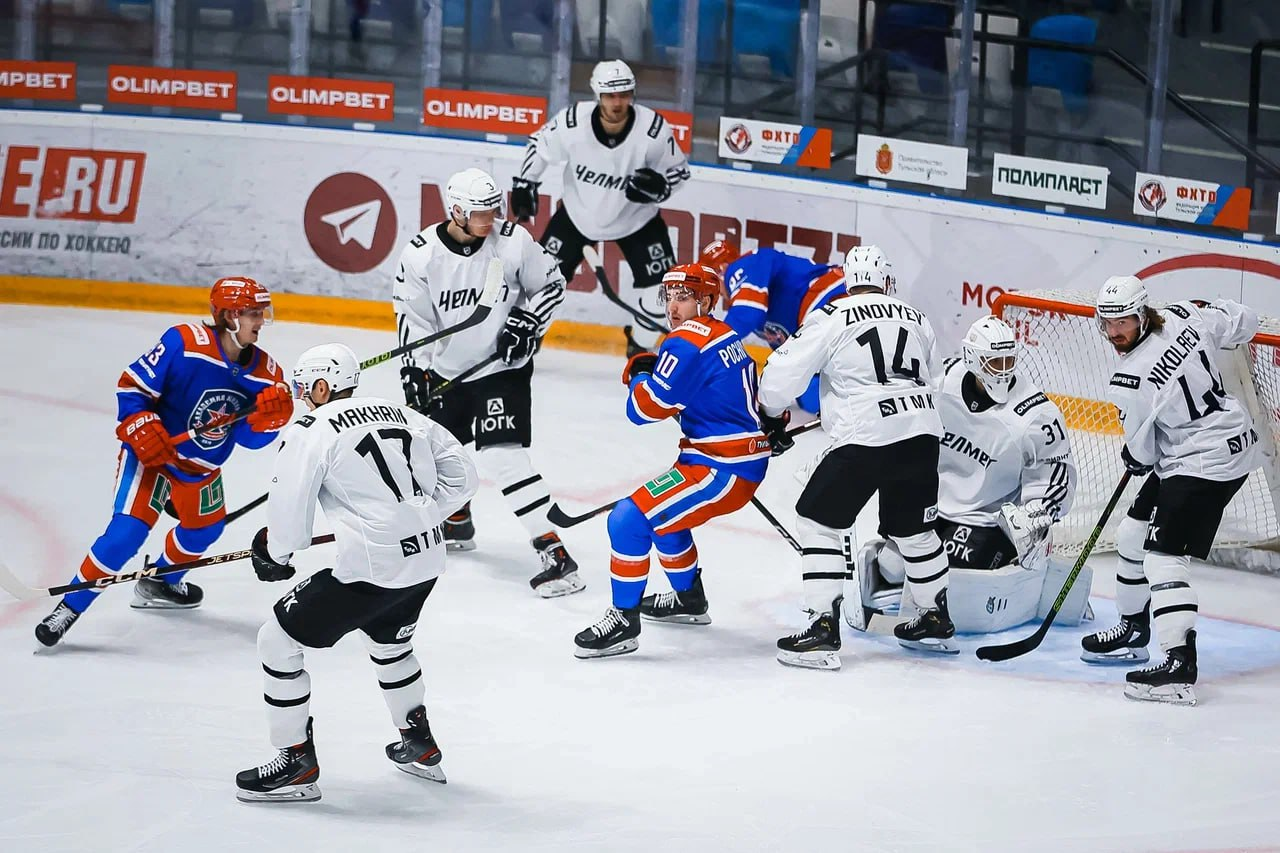
Матч тульского «АКМ» и «Челмета» из Челябинска (2023)
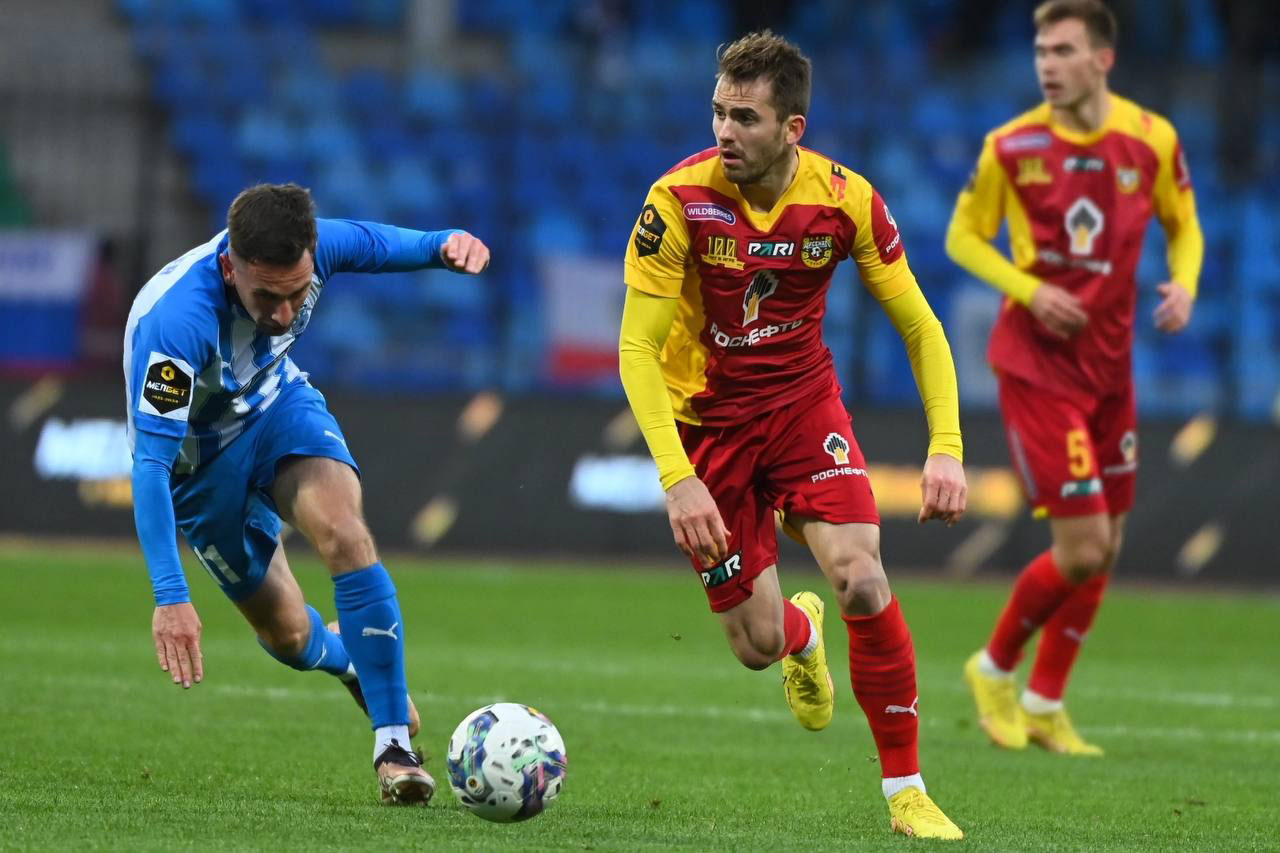
Матч тульского «Арсенала» и «Сокола» из Саратова (2023)
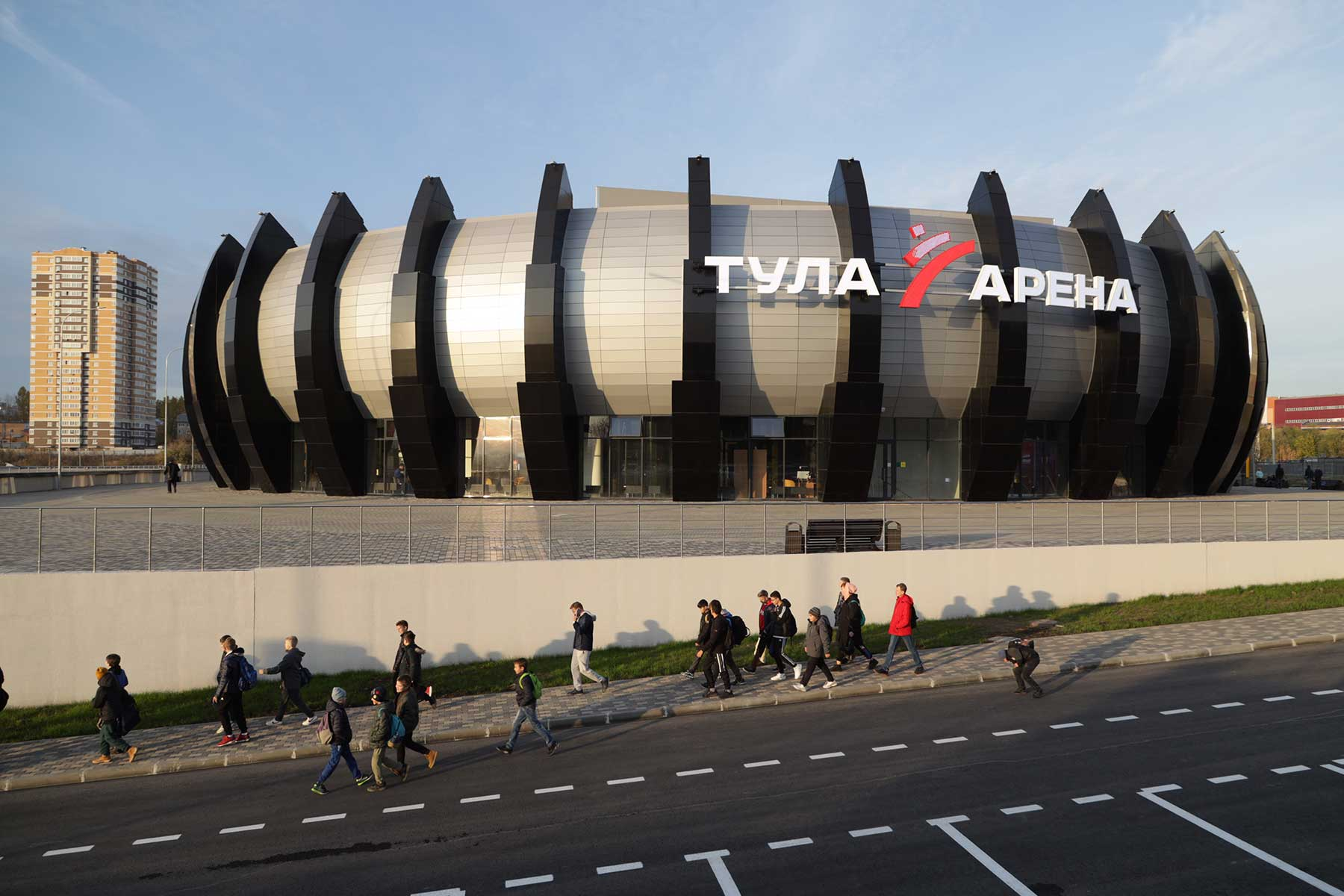
Спортивный центр «Тула-Арена»

В Тульской области происходит активное развитие адаптивных видов спорта, в том числе включенных в программу Паралимпийских и Сурдлимпийских игр. Методической базой подготовки является Центр адаптивного спорта, учрежденный Комитетом Тульской области по спорту и молодёжной политике в 1996 году. В пяти муниципальных образованиях региона (Новомосковский, Дубенский, Суворовский, Щёкинский и Алексинский) имеются филиалы Центра адаптивного спорта города Тулы. Для занятий адаптивной физической культурой и адаптивным спортом приспособлены центральный стадион «Арсенал» в Туле, республиканская учебно-тренировочная база «Ока» в Алексине, ледовая арена «Тропик» в Туле, а также ещё ряд спортивных объектов.

## Инфраструктура

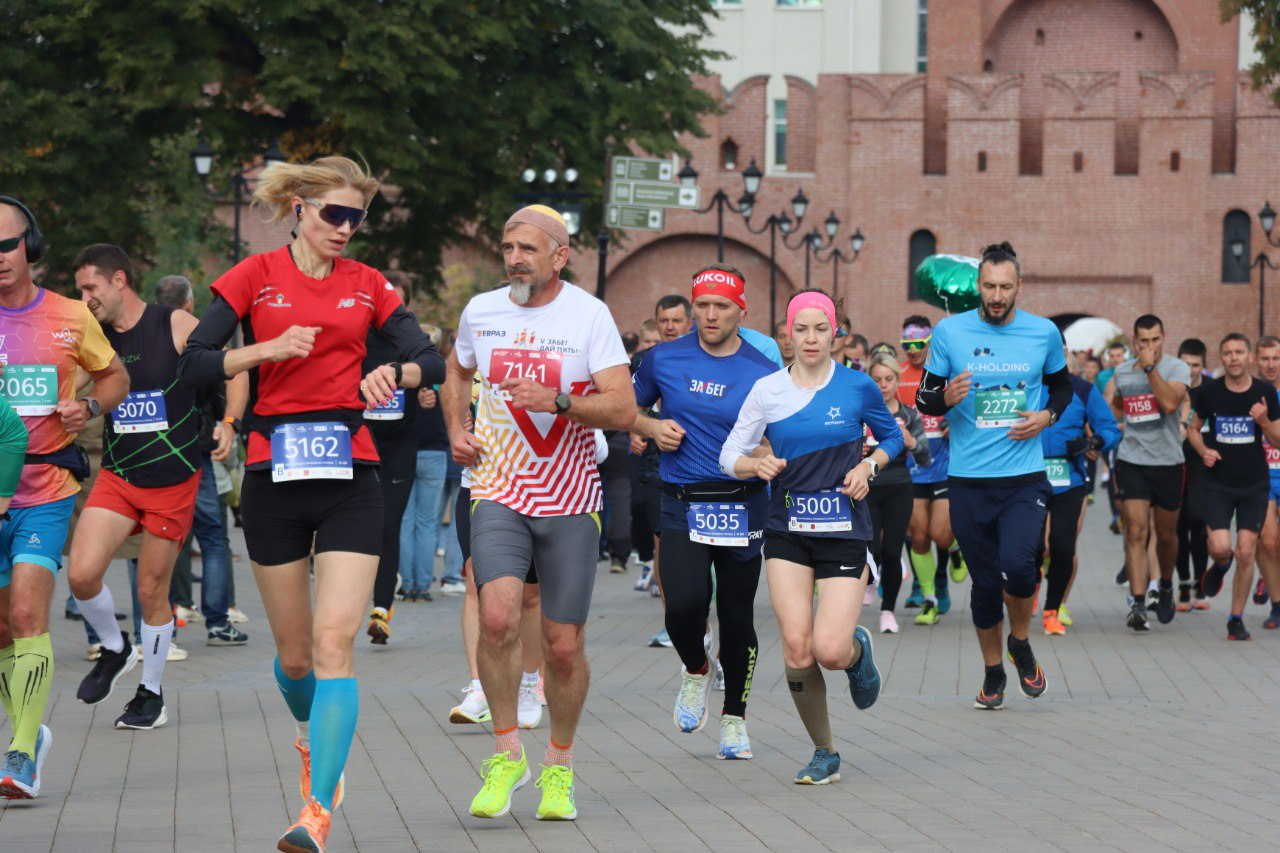
Полумарафон «Оружейная столица» в Туле (2023)

На территории региона расположено 2620 объекта спортивной инфраструктуры для занятий физической культурой и спортом, среди которых 22 стадиона, 28 бассейнов, 36 объектов для занятий зимними видами спорта, 32 физкультурно-оздоровительных комплекса, 327 спортивных залов, 462 спортивных площадки различного назначения.
В регионе функционируют три горнолыжных курорта: парк «Долина Х», комплекс Малахово с 14 лыжными трассами различных уровней сложности и общей протяженностью более 2 километров, и комплекс Форино, оборудованный подъемниками и осуществляющий прокат лыж, тюбинга и сноубордов. Водных виды спорта представлены сплавами на сапбордах и байдарках по рекам Вашане, Упе, Красивой Мече и Беспуте, а также обучение сёрфингу и вейк-бордингу на искусственной волне в селе Обидимо на территории Барсуковского карьера. Конные туры организует старейший в регионе Прилепский племенной конный завод, а также конные клубы «Грумант», «Ясная Поляна», «Макларен», «Триумф», «Капитан», конная дача «Велегож» и конный двор на Куликовом поле.
В течение последних лет в Тульской области идёт активное приспособление городской среды под альтернативные виды транспорта, в частности под велосипед. Наиболее развита велосипедная инфраструктура в Туле, где общая протяженность сети велодорожек составляет около 20 км, а на территории города имеется 321 пункт велосипедной парковки общей вместимостью более чем 1400 мест. Помимо велодорожек в Туле расположены велолыжероллерная трасса, которая была открыта в сентябре 2018 года на месте упразднённой в 1990-е годы старой лыжной трассы в микрорайоне Косая Гора, Тульский велотрек и современный центр велоспорта, а также велосипедный комплекс на улице Луначарского в Зареченском районе. В рамках программы развития региона ведётся разработка выбранного самими туляками велосипедного маршрута «Лев Толстой», который будет иметь протяжённость 18 км и соединит исторический центр Тулы с музеем-усадьбой «Ясная Поляна». Путешествие по маршруту на велосипеде займет от 1,5 до 2 часов. С 2014 года в Новомосковске существует велолыжероллерная трасса, которая находится в пределах одного из парков города и имеет два возможных маршрута: длиной 3 км и 6 км, максимальный перепад высот составляет 28 м.